# زمین‌لرزه ۱۹ اوت ۱۹۷۷ اندونزی
زمین‌لرزه اندونزی  در تاریخ ۱۹ اوت ۱۹۷۷ میلادی، برابر با ‎۲۸ مرداد ۱۳۵۶، ساعت ۶:۰۸:۵۵ به زمان یوتی‌سی در اندونزی رخ داد. ژرفای این زلزله ۲۰٫۹ کیلومتر بود، و بزرگی آن ۸٫۳ در مقیاس Mw اعلام شده‌است. زمین‌لرزه به وقت محلی در روز جمعه، ساعت ۱۴ روی داده و منطقه زمانی آن یوتی‌سی +۸ بوده‌است .
سازمان زمین‌شناسی آمریکا نیز رومرکز این زمین‌لرزه را در مختصات ۱۱°۰۵′۰۶″جنوبی ۱۱۸°۲۷′۵۰″شرقی / ۱۱٫۰۸۵°جنوبی ۱۱۸٫۴۶۴°شرقی و ژرفای آن را در ۳۳ کیلومتر گزارش کرده‌است. بزرگی برگزیدهٔ این سازمان از میان بزرگیهای محاسبه‌شدهٔ مختلف ۸ در مقیاس ریشتر بوده و از دید اثر، در میان چهار دسته‌بندی «نامحسوس»، «محسوس»، «زیان‌آور» یا «با تلفات»، زلزله را «زیان‌آور» اعلام کرده‌است.
پروژهٔ «تنسور گشتاور مرکزوار» زاویه‌های (راستا، شیب، ریک) گسل سازندهٔ زمین‌لرزه و صفحه عمود بر آن را (°۲۶۰، °۲۴، °۷۳-) یا (°۶۱، °۶۷، °۹۸-) و نوع گسل را «عادی» فرارسانده‌است.

## زمین‌لرزه ساعت ۵:۰۸:۴۱
زمین‌لرزه دیگری در همین روز در حدود یک ساعت پیش‌تر (ساعت ۵:۰۸:۴۱ به زمان یوتی‌سی) رخ داد. ژرفای این زلزله ۲۸٫۴ کیلومتر بود، و بزرگی آن ۵٫۷ در مقیاس Mw اعلام شده‌است. زمین‌لرزه به وقت محلی در ساعت ۱۳ روی داد.
سازمان زمین‌شناسی آمریکا رومرکز این زمین‌لرزه را در مختصات ۱۱°۰۸′۴۲″جنوبی ۱۱۸°۲۳′۱۷″شرقی / ۱۱٫۱۴۵°جنوبی ۱۱۸٫۳۸۸°شرقی و ژرفای آن را در ۳۳ کیلومتر گزارش کرده‌است. بزرگی برگزیدهٔ این سازمان از میان بزرگیهای محاسبه‌شدهٔ مختلف ۶٫۱ در مقیاس Mb بوده و از دید اثر، در میان چهار دسته‌بندی «نامحسوس»، «محسوس»، «زیان‌آور» یا «با تلفات»، زلزله را «نامحسوس» اعلام کرده‌است.
پروژهٔ «تنسور گشتاور مرکزوار» زاویه‌های (راستا، شیب، ریک) گسل سازندهٔ زمین‌لرزه و صفحه عمود بر آن را (°۶۴، °۳۴، °۱۳۳-) یا (°۲۹۲، °۶۶، °۶۶-) و نوع گسل را «عادی» فرارسانده‌است.